# Kunohe Masazane
Kunohe Masazane (九戸 政実?; 1536 – 9 settembre 1582) è stato un samurai giapponese del periodo Sengoku appartenente al clan Nanbu.
Masazane fu un servitore del clan Nanbu a capo di un ramo che aveva la propria roccaforte nel castello di Kunohe.
Fu un coraggioso ed abile generale e contribuì alla vittoria del clan contro il clan Andō nell'area di Akita e del clan Shiba nella zona di Morioka. Come samurai del clan Nanbu la reputazione di Masazane era molto alta, quasi equivalente ai daimyō del clan. Masazane negli anni ampliò notevolmente il castello di Kunohe.
Quando Nanbu Nobunao rivendicò la guida del clan e giurò fedeltà a Toyotomi Hideyoshi nel 1590, Masazane iniziò una ribellione che venne repressa col sangue nel 1591 e dove sia lui che il fratello Sanechika trovarono la morte.